# Kornjaši
Kornjaši ili tvrdokrilci (Coleoptera) su red kukaca kojima su prednja krila (elitre) jako hitinizirana u tvrdo pokrilje. U opnastim stražnjim krilima raspored je rebara izmijenjen i ona su pri mirovanju uzduž i poprijeko presložena ispod pokrilja. To je vrlo brojan red s oko 370 000 poznatih vrsta razvrstanih u 166 porodica. Uspješno su naselili gotovo sva staništa na kopnu kao i kopnene vode.

## Izgled
Veličinom se jako razlikuju, od malenih, prostim okom jedva vidljivih, do tropskih divova, dugih 18 cm. Glava im je slobodna i utisnuta u prvi prsni kolutić. Usni organi prilagođeni su za grizenje. Oči su im sastavljene. Noge im obično služe za hodanje, ali su prema različitim prilagodbama preobražene za kopanje, skakanje, veslanje. Često su živih boja, ponekad i metalna sjaja, ponekad imaju različite pjege ili šare.
Neke vrste imaju i rogove koji se uglavnom nalaze kod mužjaka. Rogovi mogu biti iz dva dijela poput škara(jelenak), ili samo jedan uzdignut rog.

## Prehrana
Hrane se svim biljnim dijelovima, izmetinama, strvinama, neki su grabežljivci a neki vanjski nametnici.

## Ličinke
Ličinke kornjaša su vrlo različite: malonoge, s krlješcima nogu ili beznoge. Obično žive sakrivene i zaklonjene od svjetla u najrazličitijim životnim uvjetima. Hrane se uglavnom kao i odrasle jedinke. Razvijaju se potpunom preobrazbom. Kukuljice su uglavnom slobodne, rijetko koja vrsta pravi zapretke.

## Poznatije porodice
Podred raznojedi (Polyphaga) sadrži, između ostalih, porodice: kusokrilci (Staphylinidae), strvinari (Silphidae), podzemljari (Catopidae), jelenci (Lucanidae), krijesnice (Lampyridae), šarci (Cleridae), kožojedi (Dermestidae) krasnici (Buprestidae), vodoljupci (Hydrophiloidae), božje ovčice (Coccinellidae), crnokrilci (Tenebrionidae), zlatice (Chrysomelidae), žišci (Bruchidae), strizibube (Cerambycidae), pipe (Curculionidae), potkornjaci (Ipidae), truležari (Scarabaeidae) imaju nekoliko poznatih potporodica: balegaši (balegari; Geotrupinae), kotrljani (Scarabaeinae), hruštevi (Melolonthinae), nosorošci (Dynastinae), zlatne mare (Cetoniinae), klišnjaci (Elateridae).
Podred grabežljivaca (Adephaga) sadrži porodice: trčkovi (neki autori nazivaju ih trčci; Carabidae), hitre (Cicindelidae), kozaci (Dytiscidae), vrtice (Gyrinidae) puckari (Brachinidae).

## Kritično ugrožene vrste
Na popisu je 13 kritično ugroženih vrsta
1. Cicindela albissima
2. Colophon berrisfordi
3. Colophon cassoni
4. Colophon montisatris
5. Colophon primosi
6. Elaphrus viridis
7. Homoeodera edithia
8. Homoeodera elateroides
9. Homoeodera major
10. Homoeodera scolytoides
11. Hydroporus compunctus
12. Lyperobius tuberculatus
13. Meladema imbricata
14. Nicrophorus americanus
15. Prodontria lewisi
16. Propomacrus cypriacus
17. Thorectes coloni
18. Trichoferus bergeri

## Vanjske poveznice
- Dva nova roda i vrste afenopsoidnih kornjaša iz Hrvatske i Crne Gore (Coleoptera: Carabidae: Trechinae)[neaktivna poveznica]